# Santa Clara (Jujuy)
Santa Clara is een plaats in het Argentijnse bestuurlijke gebied Santa Bárbara in de provincie Jujuy. De plaats telt 4.883 inwoners.